# غورو إناجاكي
غورو إناجاكي (باليابانية: 稲垣吾郎؛ بالكانا: いながき ごろう) هو مغني وممثل ياباني، ولد في 8 ديسمبر 1973 في طوكيو في اليابان.

## وصلات خارجية
- غورو إناجاكي على موقع IMDb (الإنجليزية)
- غورو إناجاكي على موقع ميوزك برينز (الإنجليزية)
- غورو إناجاكي على موقع ديسكوغز (الإنجليزية)
- غورو إناجاكي على موقع قاعدة بيانات الفيلم (الإنجليزية)